# Vodní elektrárna Lipno I
Vodní elektrárna Lipno I byla uvedena do provozu roku 1959 a nachází se v podzemí v blízkosti hráze vodní nádrže Lipno na Vltavě v Jihočeském kraji. Je vybavena dvěma Francisovými turbínami o výkonu po 60 MW. Energie je vedena kabely na povrch do transformátoru a rozvodny.

## Popis
Průtok vody není dostatečný, aby bylo možné dlouhodobě udržovat vysokou výrobu energie, a proto je elektrárna používána jako špičková elektrárna, která pracuje hlavně v čase elektrické špičky, kdy se dobře uplatní její schopnost rychle (během 226 sekund) rozběhnout produkci energie a dodat krátkodobě vysoký výkon. Její nedílnou součástí je vodní elektrárna Lipno II.
Vlastní elektrárna je umístěna v podzemní kaverně v hloubce 160 m pod povrchem. Kaverna má rozměry 65 × 22 × 37 m, přístupná je šikmým tunelem o délce 200 m.
Voda vtéká do vtokového objektu a dvěma 160m šachtami je přiváděna do elektrárny, kde proudí přes kulové uzávěry na turbíny. Odtud pokračuje do odpadního tunelu o šířce 8,4 m a výšce 7,8 m, který je dlouhý 3,6 km a ústí na začátku vyrovnávací nádrže Lipno II.

## Historie
Tato elektrárna byla uvedena do provozu poprvé 15. června 1959, kdy v 17:55 poprvé voda roztočila turbíny elektrárny. 
Po více než 50 letech mezi roky 2012 až 2014 získala elektrárna obě nové turbíny. Jedna vyšla na 220 milionů korun.
Od roku 2016 probíhá historicky největší modernizace vodní elektrárny, která zvýší její účinnost o přibližně 4 %.

## Návrhy na rozšíření
V 90. letech 20. století bylo uvažováno vybudovat přečerpávací elektrárnu s názvem Lipno III. Jako horní nádrž bylo navrhováno Lipno I a jako dolní Lipno II, alternativa počítala s Lipnem I jako dolní nádrží a nově zřízenou nádrží Kapličky.
Jiným návrhem bylo vytvoření přečerpávací elektrárny Lipno–Dunaj tím, že by byly asi 27km tunelem propojeny stávající nádrže Lipno I a rakouský Aschach na Dunaji, který by byl dolní nádrží. Výkon takové elektrárny by byl 1000 MW.